# Sedum album
A Sedum album, comummente conhecida por arroz-dos-telhados é uma espécie de planta com flor pertencente à família Crassuláceas e ao tipo fisionómico dos caméfitos.

## Nomes comuns
Dá ainda pelos seguintes nomes comuns: cachos-de-rato e pinhões-de-rato.

## Taxonomia
A autoridade científica da espécie é L., tendo sido publicada em Species Plantarum 1: 432. 1753.

### Etimologia
Do que toca ao nome científico:
- O nome genérico, Sedum, provém do latim clássico sĕdum e dizia respeito a uma designação geral atribuída às suculentas, hoje associadas ao género sempervivum.[8]
- O epíteto específico, album, também provém do latim clássico e significa «branco».[9]

### Sinonímia
Sedum album L. prol. clusianum (Guss.) Samp.
Sedum album L. var. clusianum Guss.

## Descrição
Trata-se de uma planta herbácea perene, multicaule, que tanto pode ser integralmente glabra, como pode mostrar-se um tanto papilosa junto à base. É de coloração verde, embora possa aparecer com algumas manchas avermelhadas.
Tem raízes abundantes e delgadas. A cepa é lenhosa e muito dividida, pelo que dela despontam caules floríferos e numerosos rebentos estéreis que podem chegar até aos 7 centímetros de comprimento. 
O caule é erecto e inteiro, podendo medir até 30 centímetros.
As folhas são sésseis e de posicionamento alternado, com um formato cilíndrico-ovóide. Costumam ser glabras, carnosas, com face superior lisa e obtusas ou gibosas no face inferior. Apresentam, ainda, uma coloração que varia entre o verde e o acinzentado. As folhas dos rebentos estéreis costumam medir entre 4 a 9 milímetros de comprimento e 1 a 2 milímetros de largura, ao passo que as folhas dos caules floríferos costumam medir 3 a 11 milímetros de comprimento e 1 a 4 milímetros de largura.
As inflorescências são em panícula corimbiforme e medem até aos 7 centímetros de diâmetro.
As flores são pentâmeras com pedicelos de 0,7 a 4 milímetros, geralmente mais reduzidos do que a respectiva flor. As sépalas formam um tubo curto e assumem um feitio oval ou muito obtuso. Geralmente medem entre 0,6 e 1,5 milímetros. As pétalas são brancas, por vezes matizadas a rosa ou com  franjas longitudinais arroxeadas. Têm um formato lanceolado, agudo ou obtuso e medem entre 2 e 4 milímetros. 

## Distribuição
Marca presença um pouco por todo o continente europeu  chega a partes do Próximo Oriente.

### Portugal
Trata-se de uma espécie presente no território português, nomeadamente em Portugal Continental. Mais concretamente, encontra-se em praticamente todo o território de Portugal Continental, salvo na zona do Sudoeste Setentrional e das Berlengas.
Em termos de naturalidade é nativa da região atrás indicada.

### Ecologia
Trata-se de uma espécie ruderal e rupícola, capaz de medrar tanto entre construções humanas, como muros e telhados, como em espaços rochosos ou arenosos.
Não é muito exigente quanto às qualidades edáficas do solo, se bem que precisa sempre de algum substracto de azoto.

## Protecção
Não se encontra protegida por legislação portuguesa ou da Comunidade Europeia.